# ジョン・ケイラー・グリーグ
ジョン・ケイラー・グリーグ（英語: John Keiller Greig、1881年6月12日 - 1971年）は、イギリス、ダンディー出身のフィギュアスケート選手（男子シングル）。1908年ロンドンオリンピックイギリス代表。

## 主な戦績
| 大会/年        | 1906-07 | 1907-08 | 1908-09 | 1909-10 |
| -------------- | ------- | ------- | ------- | ------- |
| オリンピック   |         | 4       |         |         |
| 欧州選手権     |         |         |         | 4       |
| イギリス選手権 | 1       |         | 1       | 1       |